# الرغاية
الرغاية مدينة ساحلية تقع أقصى شرق الجزائر العاصمة، هي بلدية تابعة لدائرة الرويبة.

## الموقع الجغرافي
تقع بلدية رغاية شرق ولاية الجزائر التي تبعد عنها بـ 28 كلم. يحدها من الشمال البحر المتوسط ومن الجنوب بلديتي اولاد هداج وأولاد موسى ومن الشرق بلديتي بودواو وبودواو البحري ومن الغرب بلديتي رويبة وهراوة.

## التضاريس والمناخ
مساحة بلدية رغاية تقدر بـ26.3 كم2
رغاية أصل التسمية دارجة و يعني غاية أي بخير و الحمدلله بلغة أهل غرب الجزائر

## التوزيع السكاني
يعيش في بلدية رغاية أغلب سكان العاصمة ذلك بسبب تواجدها في سهل متيجة وسهولة البناء وقد نمى عدد الساكنة في وتيرة سريعة ويعود ذلك إلى القوانين التي تسمح بالتمدن كبناء السكنات الاجتماعية وبيع الأراضي للراغبين بالسكن. قدر عدد سكان المدينة سنة 1963 بـ 2000 نسمة وزاد العدد إلى 40.939 نسمة سنة 1987 ثم قفز إلى 66.215 سنة 1998 ليصل إلى عتبة 85.452 سنة 2008. تشير احصائيات أخرى ان عدد السكان حاليا يتجاوز جزئيا 111.000 نسمة.

## الموارد المائية

### الوديان
يوجد في المدينة عدة أودية وأكبرهم وادي الرغاية الذي ينساب من منبع وكذلك واد آخر اسمه وادي جاكين

### بحيرات
توجد بها أكبر بحيرة في الجزائر العاصمة وهي بحيرة الرغاية

## أعلام
- أيوب عبد اللاوي
- كارمين فيدال

## مواضيع ذات صلة
- تاريخ ولاية الجزائر
- بلديات ولاية الجزائر
- دوائر ولاية الجزائر